# کمپینگ ۳
کمپینگ ۳ (انگلیسی: Camping 3) یک فیلم کمدی فرانسوی محصول سال ۲۰۱۶ به کارگردانی فابین انتنینته است. این فیلم دنباله ای بر فیلم کمپینگ ۲ محصول ۲۰۱۰ است. این فیلم با فروش بیش از ۲۴٫۲ میلیون دلار در فرانسه در گیشه موفق بود و با فروش ۳٬۲۲۸٬۳۱۳ بلیت به دومین فیلم پرفروش داخلی در سال ۲۰۱۶ تبدیل شد.